# Dishfire
Dishfire ist ein verdecktes Überwachungssystem sowie eine Datenbank, die vom amerikanischen Geheimdienst NSA und dem britischen Geheimdienst GCHQ betrieben werden. Dabei werden täglich in etwa 200 Millionen Textnachrichten auf der ganzen Welt gesammelt und analysiert. Die Daten werden Medienberichten zufolge verdachtsunabhängig gesammelt und beziehen sich vor allem auf persönliche Daten, Finanztransaktionen und GPS-Daten.

## Details
Die Existenz der Datenbank wurde 2014 aufgezeigt basierend auf Dokumenten des Whistleblowers Edward Snowden. Die Dokumente weisen darauf hin, dass auch der britische Geheimdienst GCHQ Zugriff auf die Datenbank hat. Während keine Daten von Staatsbürgern der USA gesammelt werden, da es gesetzlich verboten ist, ist die Lage bei britischen Staatsbürgern anders. Der britische Geheimdienst kann auf die Daten britischer Bürger zugreifen, da nicht er, sondern die NSA die Daten sammelt und verwaltet.

## Überwachungsstatistiken
Jeden Tag sammelt das Dishfire-Projekt folgende Daten:
- Ortsbestimmungsdaten, die aus mehr als 76.000 SMS und anderen Reiseinformationen gewonnen werden.[3]
- Über 110.000 Namen und Personendaten, die aus elektronischen Business-Karten gewonnen werden.[3]
- Über 800.000 Finanztransaktionen die entweder über Text-zu-Text Transaktionen oder über Kreditkarteninformationen in den Nachrichten gesammelt werden.[3]
- Details von 1,6 Millionen Grenzüberschreitungen, die durch Textnachrichten mit Roaming Informationen der Mobilfunkanbieter entstehen.[3]
- Über 5 Millionen Textnachrichten mit Nachrichten verpasster Anrufe.[3]
- In etwa 200 Millionen private Textnachrichten[1]

Die vorliegende Datenbank besitzt Daten von mehreren Monaten und Jahren, womit es möglich ist, Personen über einen langen Zeitraum zu analysieren. GCHQ-Mitarbeitern wurde intern mitgeteilt, dass sie Daten von vorher nicht überwachten Personen finden können, und so die Möglichkeit haben, weitläufige Informationen über neu gefundene Verdächtige zu analysieren.

## Datenverarbeitung
Die Datenverarbeitung wird mit dem Analysetool Prefer bewerkstelligt. Dabei werden die einzelnen Daten mit zugehörigen Metadaten verbunden, um die Zusammenhänge der Nachrichten schneller zu verstehen und eine bessere Analyse zu ermöglichen. Die Meta-Daten wurden als "Analytische Schätze" bezeichnet, die es gilt "auszubeuten". Sie geben die Möglichkeit, Verbindungen zwischen Personen zu ziehen und Ortsinformationen in die Nachrichten einzuarbeiten.

## Galerie
- Geheimgehaltene Präsentation die Informationen über Dishfire zeigt

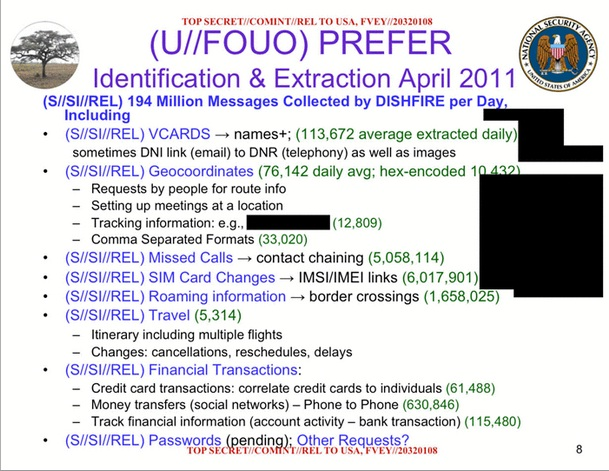
Jeden Tag werden in etwa 200 Millionen Textnachrichten in das System eingespeist
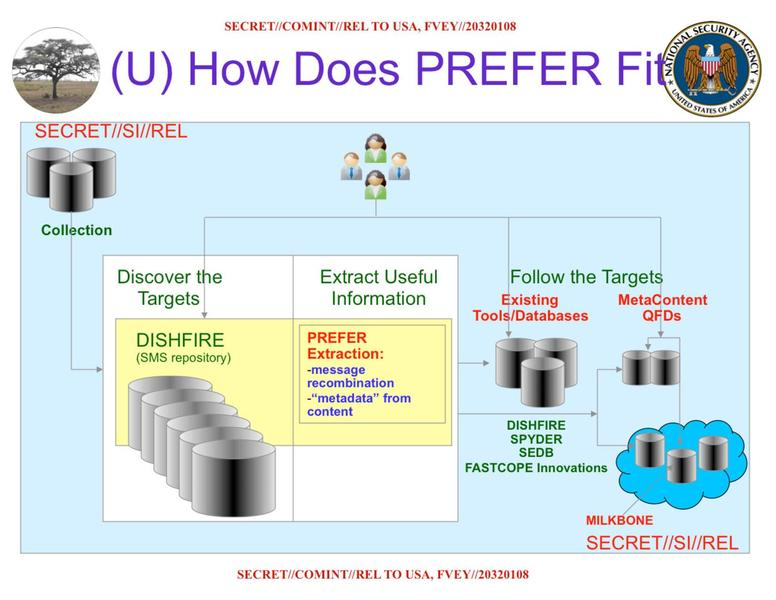
Ein Diagramm, das zeigt, wie die Daten in das System eingespeist und verarbeitet werden